# Berliet M
Der Berliet M war ein französischer Lastkraftwagen des Fahrzeugherstellers Berliet in Lyon aus der Zeit vor dem Ersten Weltkrieg, der wegen der Motorisierung auch als Berliet 22 CV bezeichnet wird.

## Geschichte
Der Berliet M wurde von 1909 bis etwa 1913 gebaut. Zwei Exemplare wurden 1910 für die französische Armee gekauft und intensiv erprobt. Das Chassis des Fahrzeuges wurde 1910 zu einem Preis von 13.500 frz. Franc angeboten, wovon 680 Franc vom französischen Staat als Subvention erstattbar war. Als Nachfolger des Berliet M kann der ab 1913 gebaute Berliet CBA angesehen werden, der in seiner ersten Ausführung über den gleichen Motor und die gleiche Nutzlast wie der Berliet M verfügte.

## Technik
Der Lastkraftwagen war ein Frontlenker. Der wassergekühlte Vierzylindermotor hatte eine Bohrung von 100 und einen Hub von 140 mm, also einen Hubraum von 4398 cm³ und leistete 22 effektive PS bei 1000/min. Derselbe Motor war auch in den zeitgleich gebauten PKW Berliet AI eingebaut. Das Getriebe hatte drei Vorwärtsgänge, dazu einen Rückwärtsgang. Das Leergewicht betrug 2600 kg, die Nutzlast 3,5 Tonnen. Der Antrieb auf die Hinterachse erfolgte über Ketten.

## Museale Rezeption

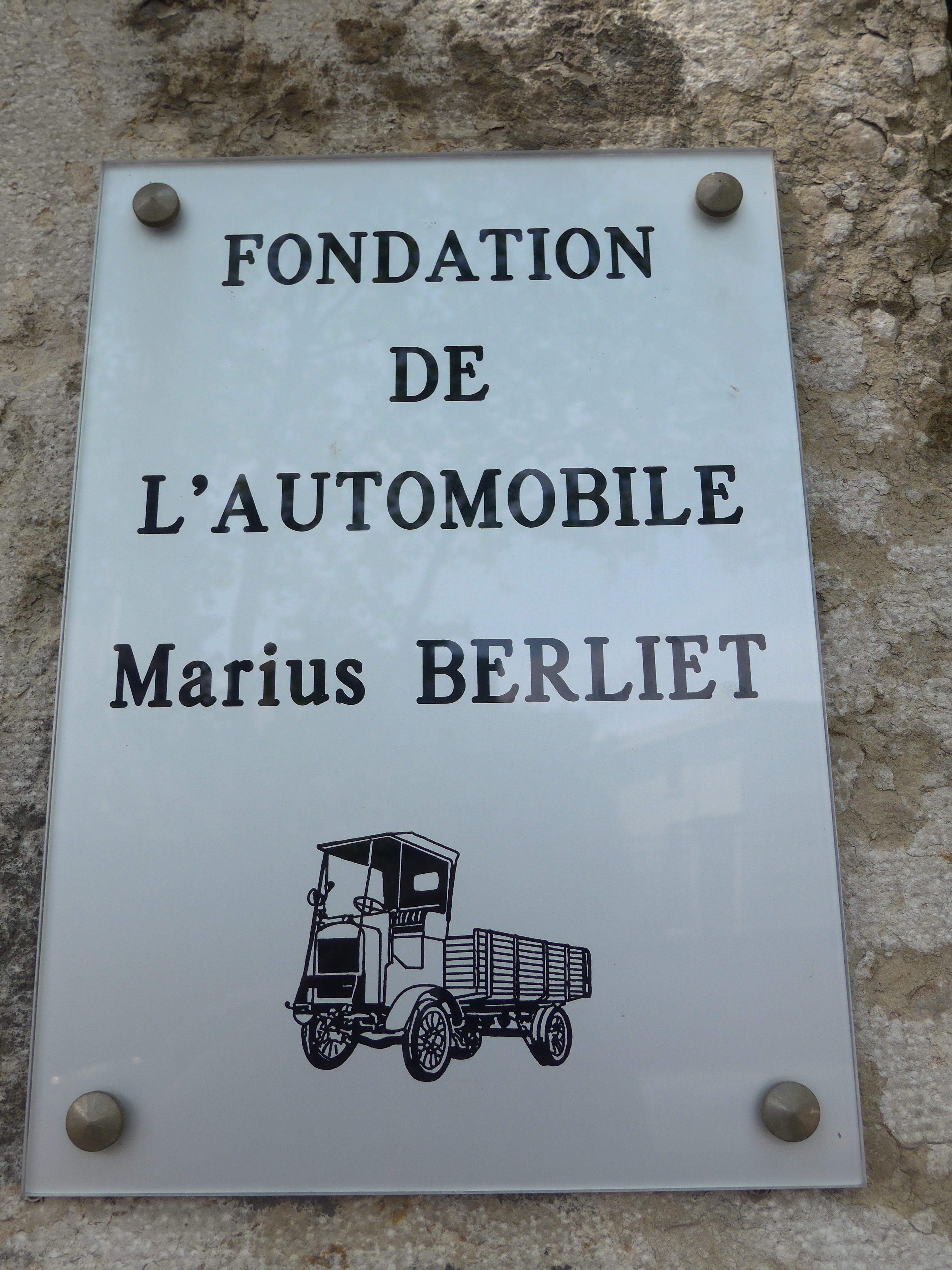
Fondation Berliet, Tafel mit Abbildung des Berliet M (2019).

Mindestens ein Berliet M ist erhalten geblieben und kann, aufwendig restauriert, im Konservatorium der Fondation Berliet in Le Montellier 30 km nordöstlich Lyon besichtigt werden. Laut einer dort am Fahrzeug angebrachten Typenbeschreibung sollen 500 Berliet M gebaut worden sein. Das ausgestellte  Fahrzeug (mit der Chassisnummer 10536, siehe auch das obige Photo) dürfte der älteste erhalten gebliebene von Berliet gebaute LKW sein, er ist auf der Titelseite der Homepage der Fondation neben dem Schriftzug „Fondation de l' automobile Marius Berliet“ und auf anderen Schildern quasi als Erkennungszeichen abgebildet.